# Завалів (гміна)
Гміна Завалів — сільська гміна у Підгаєцькому повіті Тернопільського воєводства Другої Речі Посполитої. Адміністративним центром гміни було село Завалів.
Гміна утворена 1 серпня 1934 року в рамках нового закону про самоврядування (23 березня 1933 року).
Площа гміни — 92,05 км²
Кількість житлових будинків — 1816
Кількість мешканців — 8292
Гміну створено на основі давніших сільських гмін: Завалів, Яблунівка, Кам'яна Гора (тепер хутір приєднаний до Завалова), Коржова, Маркова, Носів, Середнє, Заставче, Затурин, Завадівка.